# Koncsik Imre
Koncsik Imre (Miskolc, 1969. július 22. –) magyar származású német teológus. Koncsik Endre (1942-) görögkatolikus pap fia.

## Életpályája
1980-ban szüleivel az NSZK-ba ment. A würzburgi Röntgen Gimnáziumban érettségizett. A katonai szolgálat teljesítése után a würzburgi Julius-Maximilians Egyetem teológiai fakultásán tanult. 1993–1994 között kutatási asszisztensként dolgozott a Würzburgi Egyházmegyei Levéltárban. 1995-ben Gánóczy Sándornál dogmatikából doktorált. 1996–2002 között a bambergi egyetem teológiai fakultásának tanársegéde lett George Kraus mellett. 2001-ben magántanári vizsgát tett dogmatikából. 2002–2015 között a Lajos–Miksa Egyetem magántanára volt. 2012–2013 között a Hannoveri Leibniz-Universität szisztematikus teológiai tanszékének ügyintézője volt. 2014 óta a Heiligenkreuz Alkalmazott Tudományi Egyetem dogmatikai adjunktusa. 2017 óta a Béke és Igazságosság Kutató Akadémiai Intézetet is vezeti.

## Művei
- Die Ursünde. Ein philosophischer Deutungsversuch (doktori disszertáció, Marburg, 1995)
- Die Gottesfrage aus anthropologischer Perspektive (Marburg, 1995)
- Fundamentale Ansätze eines Dialogs zwischen Theologie u. Naturwissenschaften (Marburg, 1998)
- Grosse Vereinheitlichung? 1-2. kötet (Hamburg, 2000)
- Jesus Christus. Mittler des Glaubens an der dreieinigen Gott (Hamburg, 2001)
- Jesus Christus gestern, heute und morgen (2005)
- Christologie im 19. und 20. Jahrhundert (2005)
- Synergetische Systemtheorie. Ein hermeneutischer Schlüssel zum Verständnis der Wirklichkeit (Berlin, 2011)
- Interdisziplinäre Studien. Theologie, Philosophie, Wirtschafts- und Naturwissenschaften (2012)
- Theologie, Philosophie und Naturwissenschaften (2012)
- Der zu erlösende Mensch im Kontext der Wirtschaft. Anthropologische Skizzen (2013)
- Der Geist als komplexes Quantensystem (Wiesbaden, 2015)
- Die Entschlüsselung der Wirklichkeit. Ist das Universum ein Programm und Gott der Programmierer? (Heidelberg, 2016)
- Quantum Intelligence. Eine Theorie des Geistes (2016)
- Quantum Mind (Göttingen, 2017)
- Unser Gehirn – ein biologischer Quantencomputer? (Göttingen, 2019)
- Die Entschlüsselung des Geistes (Göttingen, 2020)

## Fordítás
- Ez a szócikk részben vagy egészben  az   Imre Koncsik című német Wikipédia-szócikk ezen változatának fordításán alapul.  Az eredeti cikk szerkesztőit annak laptörténete sorolja fel. Ez a jelzés csupán a megfogalmazás eredetét és a szerzői jogokat jelzi, nem szolgál a cikkben szereplő információk forrásmegjelöléseként.